# A20 (Kasachstan)
Die A 20 ist eine wichtige Straße in Kasachstan. Die Straße ist eine Ost-West-Route durch das Zentrum und den Osten des Landes, von Temirtau über Ajagös nach Bugaz.

## Straßenbeschreibung
Die A20 beginnt in der Mitte Kasachstans, nördlich der Stadt Temirtau auf der M36, unweit der Stadt Qaraghandy. Die Route führt durch Aqtau nach Osten, nördlich von Qaraghandy und kreuzt die . Die Route führt nach Süden dann nach Osten durch die weiten Steppen Zentral-Kasachstan, mit kaum Orten größerer Bedeutung auf der Strecke. Die Steppe ist manchmal kultiviert, manchmal wüstenartig. Die einzige größere Stadt auf der Strecke ist Ajagös, wo sie die  kreuzt. Danach führt sie durch Tarbagatay und endet in Bugaz. Weiter östlich gibt es einige niedrige Berge, eine Straße führt zur M38 und zum nahen Saissansee.

## Geschichte
Die A20 wurde im Jahr 2011 umnummeriert und ersetzt die A345, die aus Zeiten der Sowjetunion stammt.

## Großstädte an der Autobahn
- Temirtau
- Bugaz